# 羟基酸

α-羟基酸、β-羟基酸 和γ-羟基酸

羟基酸（hydroxy acid）又称羟基羧酸（hydroxycarboxylic acid），简称羟酸，是同时带有羧基和另外的羟基的有机酸，通常可根据其羟基与羧基的相对位置分为：
- α-羟基酸，也称为“2-羟基酸”，羟基位于羧基相邻的碳原子（2号碳原子）上。
- β-羟基酸，也称为“3-羟基酸”，羟基位于3号碳原子上。
- Ω-羟基酸，羟基位于末端的碳原子上。